# Вердикт
Вердикт (от лат. vere dictum (Veredictum) — истинно сказанное) присяжных заседателей в уголовном процессе — приговор присяжных в суде, решение коллегии присяжных заседателей по поставленным перед ней вопросам, включая основной вопрос о виновности подсудимого.
Основные положения о процедуре вынесения вердикта и требованиям к нему устанавливаются уголовно-процессуальным законодательством. В России положения о вердикте присяжных заседателей содержатся в главе 42 Уголовно-процессуального кодекса РФ.
По каждому из деяний, в совершении которых обвиняется подсудимый, ставятся три основных вопроса:
- доказано ли, что деяние имело место;
- доказано ли, что это деяние совершил подсудимый;
- виновен ли подсудимый в совершении этого деяния.

В некоторых случаях суд может поставить дополнительные вопросы об обстоятельствах, влияющих на степень виновности подсудимого.
Обвинительный вердикт считается принятым, если за утвердительные ответы на каждый из поставленных в нём трёх основных вопросов проголосовало большинство присяжных заседателей.
Оправдательный вердикт считается принятым, если за отрицательный ответ на любой из поставленных в нём трёх основных вопросов проголосовало не менее четырёх (трёх для районного суда, гарнизонного военного суда) присяжных заседателей.
Если голоса разделились поровну, то принимается благоприятный для подсудимого вердикт. При вынесении вердикта «виновен» присяжные заседатели вправе изменить обвинение в сторону, благоприятную для подсудимого.
Ответ на каждый вопрос должен представлять собой утвердительное «да» или отрицательное «нет» с обязательным пояснительным словом («да, виновен»; «нет, не виновен» и тому подобное). Ответы на вопросы вносятся старшиной присяжных заседателей в вопросный лист непосредственно после каждого из соответствующих вопросов.
Закон требует, чтобы ответы на вопросы были ясными (однозначными, без подмен ответов на конкретный вопрос), а сам заполненный вопросный лист не имел противоречий (противоречие одного ответа другим либо самому вопросу). После выхода из совещательной комнаты старшина передаёт заполненный вопросный лист председательствующему судье, и если не возникает замечаний, судья возвращает вопросный лист старшине присяжных для оглашения.
Вердикт провозглашается старшиной присяжных заседателей по вопросному листу (зачитываются вопросы и ответы). Подписанный старшиной присяжных заседателей вопросный лист является письменной формой вердикта присяжных.